# Ksenia Popova
Ksenia Popova (Rusia, 1988) es una nadadora rusa especializada en pruebas de larga distancia en aguas abiertas, donde consiguió ser subcampeona mundial en 2004 en los 5 kilómetros en aguas abiertas.

## Carrera deportiva
- En el Campeonato Mundial de Natación en Aguas Abiertas de 2004 celebrado en Dubái (Emiratos Árabes Unidos), ganó la medalla de plata en los 5 kilómetros en aguas abiertas, con un tiempo de 1:04:43 segundos, tras su compatriota Larisa Ilchenko (oro con 1:03:11 segundos) y por delante de la estadounidense Sara McLarty (bronce con 1:03:52 segundos).

- Dos años después, en el Campeonato Mundial de Natación en Aguas Abiertas de 2006 celebrado en Nápoles ganó dos medallas de bronce, en 10 y 25 kilómetros aguas abiertas, con unos tiempos de 2:19:59 y 6:22:51.3 segundos, respectivamente.